# Кеніантроп платіопс
Kenyanthropus platyops — вид викопних гомінідів віком 3,2—3,5 млн років (пліоцен). Його рештки виявлені поблизу озера Туркана в Кенії в 1999 році Юстусом Ерусом, який був членом команди Мів Лікі. Лікі (2001) припускає, що ця знахідка представляє новий вид та рід. Інші дослідники класифікують її як окремий вид австралопітека, а інші інтерпретують як особину австралопітека афарського.

## Морфологія та опис
Назва роду Kenyanthropus пов'язана з Кенією, оскільки там були виявлені дуже багато різних видів гомінідів. Назва platyops походить від грецького слова platus, що означає плоскість (у даному прикладі — обличчя).

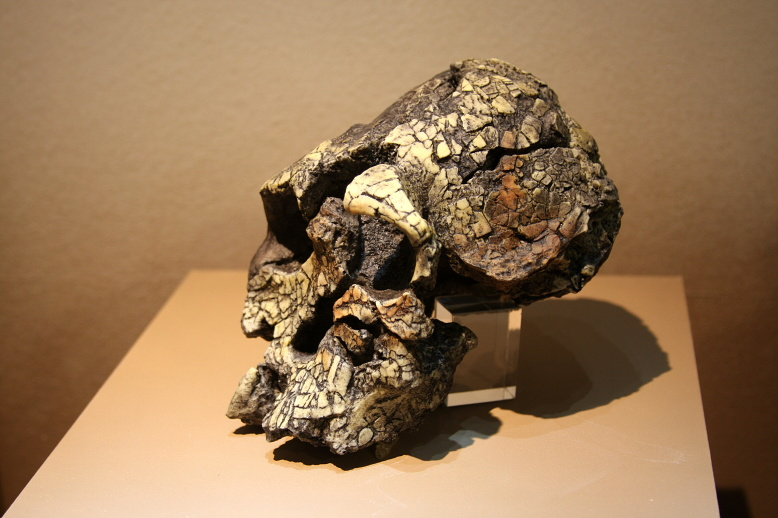
Череп зліва

Відкриття цих скам'янілостей призвело до передбачення ранньої адаптивної радіації гомінідів, що відбувалася завдяки їх пристосуванню до різного раціону. Це вражаюче відкриття, воно показало, що види були набагато більш різноманітні у далекому минулому, ніж вважалося раніше. Проте, навіть після детального дослідження їх черепа, відтворити їхній раціон повністю не вдалося. Крім того, немає свідчень матеріальної культури або чогось, що може свідчити про його поведінкові пристосування або спосіб життя.
Вважається, що вони жили в час "мозаїчної" флори — тобто саванні території часто межували поряд з густими тропічними лісами. Судячи з цих даних, можна зробити висновки, що кеніантроп платіопс не був схожий на своїх "родичів". Уважають, що його спосіб життя кардинально відрізнявся, адже він мешкав у лісах, пересуваючись гілками дерев.

## Експедиції
Перша експедиція була у 1998 році, потім у 1999 році Лікі очолив експедицію до Кенії. Вони почали вести розкопки біля озера Туркана, який знаходиться в кенійській частині Великої Рифтової долини. Один з членів команди Юстус ВС, виявив череп. Цей череп мав багато характеристик, які бачили раніше в інших зразках, проте поєднання цих функцій ніколи не знаходили раніше. А загальна кількість скам'янілостей після обох експедицій складалася зі скроневої кістки, трьох щелеп, двох часткових щелеп і чотирьох зубів.

## Таксономія
Кеніантроп платіопс був повністю класифікований: як за краніологічною характеристикою, так і за традиційною (2001). Його щелепа не дуже сильного виступала вперед, якщо порівнювати Кеніантропа платіопса з його попередниками. Якщо говорити про будову скелета загалом, то Кеніантроп суттєво відрізняється від представників Homo, які були предками людини. Він має деякі подібності до австралопітека: розмір мозку, носової частини, суборбітальних і скроневих часток. Але відмінностей набагато більше, що дає підставу виділити кеніантропа платіопса в окремий рід, який ще варто дослідити, щоб дати якісь конкретні висновки.

## Морфологія
Kenyanthroups Platyops був досліджений Колларом і Вудом (2001). Краніометричні символи є розмірами вимірювань між стандартними черепними орієнтирами. Традиційні символи є найбільш широко використовуваними в систематичних дослідженнях мавп і ранніх гомінідів. В основному Kenyanthroups Platyops мали малі корінні зуби, які мають схожість з анатомічно сучасними людьми. Продовжуючи тему зубів, варто наголосити, що вони мали товстий шар емалі та кілька відростків з країв.

## Еволюційний шлях
Дослідження кеніантропа платіопса зробило еволюційний шлях гомінідів більш заплутаним, оскільки вид належить до нового роду. Однак після відкриття решток у Кенії науковці дійшли висновку, що кеніантроп платіопс був одним із ранніх видів гомінідів.